# Scilla reuteri
Scilla reuteri är en sparrisväxtart som beskrevs av Franz Speta. Scilla reuteri ingår i släktet blåstjärnesläktet, och familjen sparrisväxter. Inga underarter finns listade i Catalogue of Life.